# Amanita gemmata
Amanita gemmata es un hongo de la familia Amanitaceae. El cuerpo fructífero tiene un sombrero de un tono amarillo opaco a dorado, con un diámetro típico de 2,5 a 12 centímetros. La superficie del sombrero es pegajosa cuando está húmeda y se caracteriza por la presencia de verrugas blancas que se desprenden con facilidad. Inicialmente, el sombrero es convexo y se aplana al madurar. La carne es blanca y no cambia de color al cortarse. Las láminas son de color amarillo pálido y miden entre 4 y 12 cm  de largo y de 0,5 a 1,9 cm de grosor. El velo parcial que cubre el cuerpo fructífero joven se convierte en un anillo en el pie al alcanzar la madurez. La esporada es blanca. Este hongo se asemeja a numerosas otras especies.
Esta especie es un hongo micorrícico, ampliamente distribuido en Europa. Puede crecer de forma solitaria, dispersa o en grupos. Prefiere hábitats como bosques de coníferas y bosques mixtos, así como zonas junto a senderos, donde fructifica en verano y otoño. Es un hongo tóxico que contiene ácido iboténico y muscimol.

## Descripción

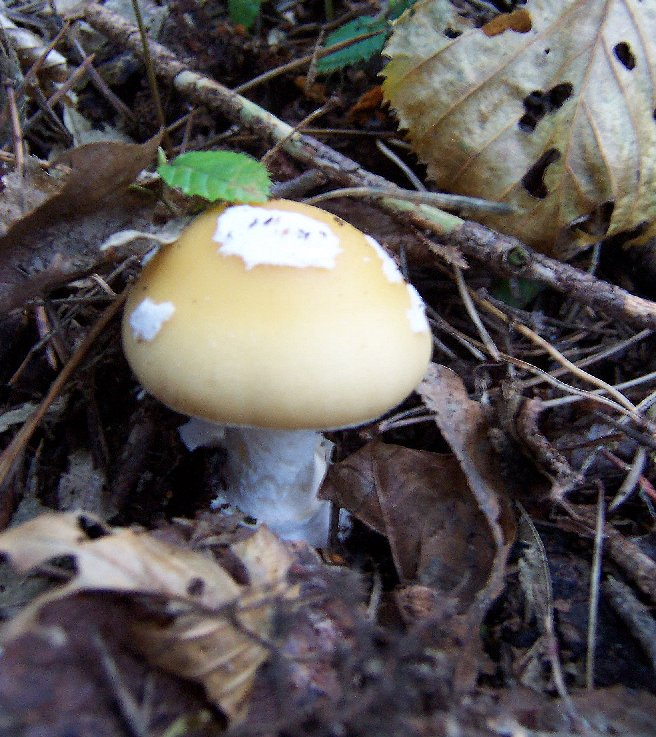
Ejemplar joven

Los cuerpos fructíferos son de color amarillo en general. El sombrero fresco varía en tonalidades desde amarillo crema opaco hasta amarillo dorado o beige, y es pegajoso cuando está húmedo. El sombrero presenta verrugas blancas que suelen ser frágiles y se lavan fácilmente con la lluvia. Estas verrugas se distribuyen de manera aleatoria, aunque tienden a concentrarse más en el centro. El sombrero mide típicamente de 2,5 a 12 centímetros (1 a 4 ¾ pulgadas) de diámetro, y es inicialmente convexo antes de aplanarse al madurar. La carne es blanca y no muestra cambios al ser cortada.
Las láminas son adnatas o ventrudas y están muy juntas. El estípite, de un color amarillo pálido, mide entre 4 y 12 cm  de largo y 0,5 a 1,9 cm  de grosor. Puede tener un grosor uniforme o ser ligeramente más ancho en la base. Los hongos jóvenes poseen un velo parcial membranoso que se extiende desde la parte superior del pie hasta el margen del sombrero. A medida que el hongo crece, el velo parcial se rompe y deja un anillo frágil en forma de falda que se pierde con facilidad. En la base del pie hay una volva blanca, un remanente del velo universal que cubría el hongo inmaduro, que generalmente forma un borde libre pequeño. Las impresiones de esporas son blancas y el hongo no tiene un olor distintivo.

### Características microscópicas

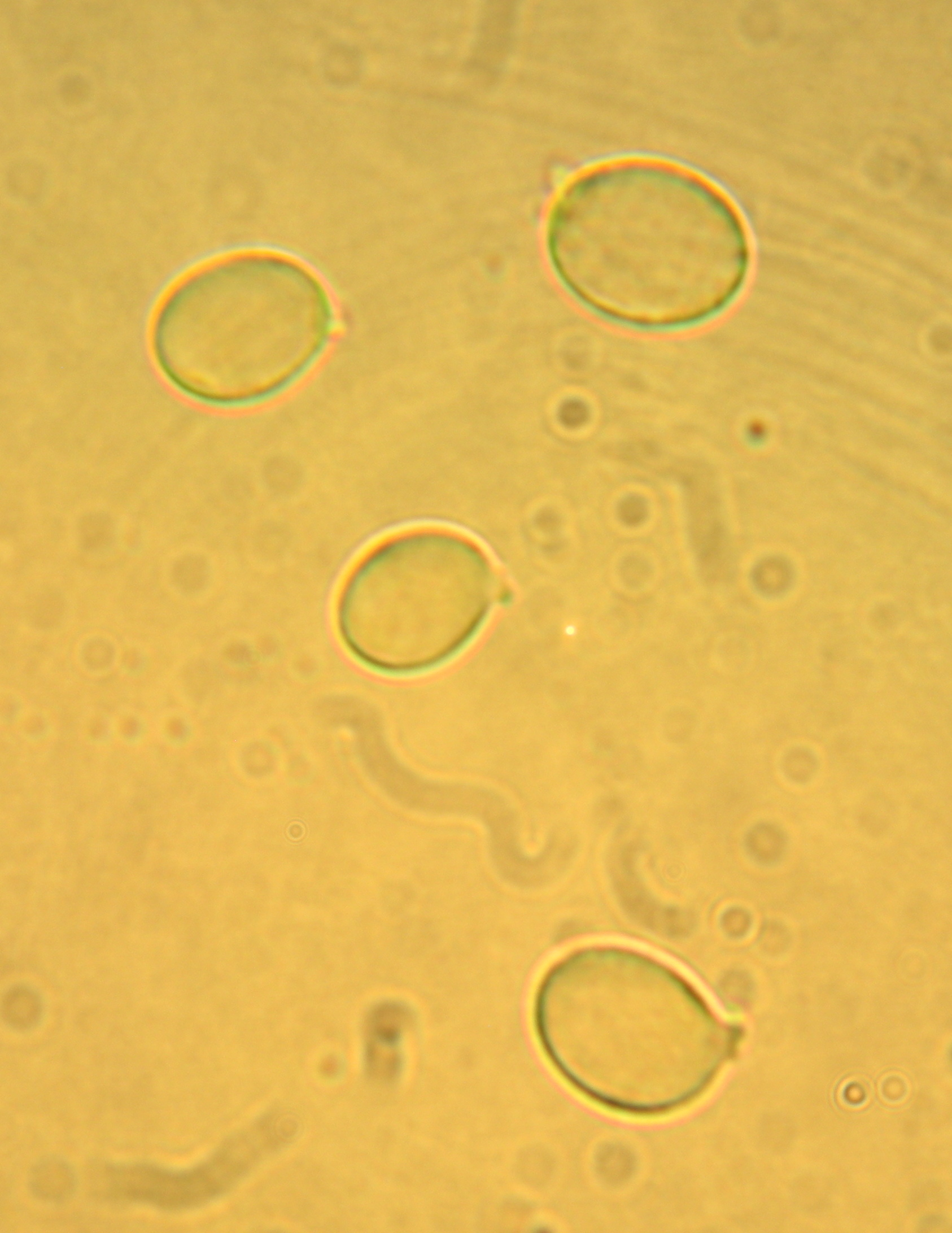
Las esporas son de paredes delgadas y elipsoides.

Las esporas de Amanita gemmata son delgadas, elipsoides y no amiloides. Miden entre 8–10 μm de largo por 6,5–7,5 μm de ancho, con una proporción Q promedio (longitud/ancho) de 1,35. Son lisas, de paredes delgadas y contienen de una a varias pequeñas gotas de aceite. Las basidios (células portadoras de esporas del himenio) suelen ser de cuatro esporas, tienen forma de clava y miden 30–40 μm de largo por 8–11 μm de ancho.
El tejido de las láminas es divergente: las células están más o menos paralelas cerca del centro de la lámina, pero se curvan hacia afuera cerca del extremo. Las hifas de este tejido son cilíndricas a infladas, de paredes delgadas, hialinas (translúcidas) a amarillentas, y miden entre 2,2–9 μm de ancho. Las hifas del estrato central son más delgadas y típicamente cilíndricas. Las hifas del subhimenio (la capa directamente debajo del himenio) son entrelazadas, ramificadas, cilíndricas a ligeramente infladas, hialinas, y miden 6–9 μm de ancho.
La cutícula del sombrero tiene hifas filamentosas, entrelazadas y dispuestas radialmente. Estas hifas son cilíndricas, de 2,7–4 μm de ancho, de paredes delgadas, hialinas a amarillentas, y se gelatinizan cuando se montan en hidróxido de potasio. El tejido del sombrero también es entrelazado, con hifas cilíndricas a algo infladas, de 3,7–14,6 μm de ancho, de paredes delgadas, ramificadas y hialinas a amarillentas.
En el ápice del pie abundan las caulocistidias, que tienen forma de clava a cilíndrica, paredes delgadas, son hialinas y miden de 3–9 μm de ancho. El tejido del anillo está compuesto por hifas cilíndricas entrelazadas que miden de 3–9 μm de ancho. También hay esferocistos (células esféricas infladas) en el tejido del anillo, que tienen forma de clava a elipsoidal y miden 29–55 μm de largo por 30–70 μm de ancho. Las verrugas de la superficie del sombrero (remanentes del velo universal) están formadas por hifas cilíndricas a infladas, de paredes delgadas, entrelazadas y de 3,5–8 μm de ancho. Los esferocistos en este tejido miden 58,5–70,2 μm de largo por 17,5–40 μm de ancho, son elipsoidales y hialinos.
El tejido de la volva es entrelazado, con hifas cilíndricas, hialinas, de 4,4–7,3 μm de ancho. Los esferocistos en este tejido son elipsoidales a aproximadamente esféricos, hialinos y miden 35–70 μm de largo por 20–35 μm de ancho. En A. gemmata, donde los esferocistos son más abundantes, se encuentran dispersos justo debajo de la cutícula del sombrero, tienen un ancho de 3,7–6 μm. Las conexiones en fíbulas son raras, pero están presentes en el anillo, el tejido de las láminas, el subhimenio y el tejido del sombrero.

### Especies similares
Existen numerosas especies en América del Norte que se asemejan a A. gemmata. En 2005, el micólogo Rod Tulloss describió Amanita aprica, una especie que ha sido confundida varias veces con A. gemmata en el pasado. Según los micólogos Pierre Neville y Serge Poumarat, la especie mediterránea A. amici (sinónima de A. gemmata f. amici) es similar en apariencia pero más grande. Sin embargo, Tulloss argumenta que las dimensiones del sombrero y el pie de A. amici caen dentro del rango esperado para A. gemmata, por lo que ambas deben considerarse conespecíficas.
Neville y Poumarat sugieren que el nombre A. gemmata persiste en colecciones mediterráneas debido a su frecuente aplicación errónea histórica a la especie italiana A. gioiosa, que no fue descrita como una especie distinta hasta 2004. A. orientigemmata, un hongo que abarca desde Japón hasta China, se parece a A. gemmata, pero tiene conexiones en fíbulas, a diferencia de esta última. Otras diferencias incluyen esporas ligeramente más pequeñas en A. orientigemmata y diferencias en la microestructura de las verrugas del sombrero.
En Europa, a menudo se confunde con otras especies, como Amanita citrina, Amanita fulva y Amanita pantherina. Su sombrero es de un color más brillante que la primera y más amarillo que las dos últimas.

## Taxonomía
|  | Amanita muscaria                                                        |
|  |                                                                         |
|  | \| \| Amanita roseitincta \| \| \| \| \| \| Amanita gemmata \| \| \| \| |
|  |                                                                         |
|  | Amanita roseitincta                                                     |
|  |                                                                         |
|  | Amanita gemmata                                                         |
|  |                                                                         |

|  | Amanita roseitincta |
|  |                     |
|  | Amanita gemmata     |
|  |                     |

|  | Amanita muscaria                                                        |
|  |                                                                         |
|  | \| \| Amanita roseitincta \| \| \| \| \| \| Amanita gemmata \| \| \| \| |
|  |                                                                         |
|  | Amanita roseitincta                                                     |
|  |                                                                         |
|  | Amanita gemmata                                                         |
|  |                                                                         |

|  | Amanita roseitincta |
|  |                     |
|  | Amanita gemmata     |
|  |                     |

|  | \| \| Amanita ceciliae \| \| \| \| \| \| Amanita fulva \| \| \| \| |
|  |                                                                    |
|  | Amanita vaginata                                                   |
|  |                                                                    |
|  | Amanita ceciliae                                                   |
|  |                                                                    |
|  | Amanita fulva                                                      |
|  |                                                                    |

|  | Amanita ceciliae |
|  |                  |
|  | Amanita fulva    |
|  |                  |

|  | \| \| Amanita ceciliae \| \| \| \| \| \| Amanita fulva \| \| \| \| |
|  |                                                                    |
|  | Amanita vaginata                                                   |
|  |                                                                    |
|  | Amanita ceciliae                                                   |
|  |                                                                    |
|  | Amanita fulva                                                      |
|  |                                                                    |

|  | Amanita ceciliae |
|  |                  |
|  | Amanita fulva    |
|  |                  |

|  | Amanita muscaria                                                        |
|  |                                                                         |
|  | \| \| Amanita roseitincta \| \| \| \| \| \| Amanita gemmata \| \| \| \| |
|  |                                                                         |
|  | Amanita roseitincta                                                     |
|  |                                                                         |
|  | Amanita gemmata                                                         |
|  |                                                                         |

|  | Amanita roseitincta |
|  |                     |
|  | Amanita gemmata     |
|  |                     |

|  | Amanita muscaria                                                        |
|  |                                                                         |
|  | \| \| Amanita roseitincta \| \| \| \| \| \| Amanita gemmata \| \| \| \| |
|  |                                                                         |
|  | Amanita roseitincta                                                     |
|  |                                                                         |
|  | Amanita gemmata                                                         |
|  |                                                                         |

|  | Amanita roseitincta |
|  |                     |
|  | Amanita gemmata     |
|  |                     |

|  | \| \| Amanita ceciliae \| \| \| \| \| \| Amanita fulva \| \| \| \| |
|  |                                                                    |
|  | Amanita vaginata                                                   |
|  |                                                                    |
|  | Amanita ceciliae                                                   |
|  |                                                                    |
|  | Amanita fulva                                                      |
|  |                                                                    |

|  | Amanita ceciliae |
|  |                  |
|  | Amanita fulva    |
|  |                  |

|  | \| \| Amanita ceciliae \| \| \| \| \| \| Amanita fulva \| \| \| \| |
|  |                                                                    |
|  | Amanita vaginata                                                   |
|  |                                                                    |
|  | Amanita ceciliae                                                   |
|  |                                                                    |
|  | Amanita fulva                                                      |
|  |                                                                    |

|  | Amanita ceciliae |
|  |                  |
|  | Amanita fulva    |
|  |                  |

La especie fue descrita científicamente por primera vez por el micólogo y botánico sueco Elias Magnus Fries como Agaricus gemmatus en 1838. En 1866, el estadístico francés Louis Bertillon la transfirió al género Amanita. A lo largo de su historia taxonómica, la especie ha sido asignada a varios géneros, lo que ha generado numerosos sinónimos, incluidos Amanita muscaria var. gemmata (1886, Lucien Quélet), Amanitopsis gemmata (1887, Pier Andrea Saccardo), Amanitaria gemmata (1940, Jean-Edouard Gilbert) y Venenarius gemmatus (1948, William Murrill). La autoridad en el género Amanita, Rodham E. Tulloss, considera que A. amici (publicada por Claude Casimir Gillet en 1891) es sinónima de A. gemmata, ya que las características macroscópicas de la primera se encuentran dentro del rango esperado para la segunda.
Dentro del género Amanita, A. gemmata se clasifica en el subgénero Amanita, sección Amanita, subsección Gemmatae y serie Gemmatae. Tulloss la agrupa en una stirps (una categoría informal superior al nivel de especie) junto con A. russuloides y A. viscidolutea. Algunos micólogos sugieren que A. gemmata no es distinta de A. russuloides. Estudios moleculares basados en secuencias de los genes del ARN de la subunidad ribosomal grande (nLSU-rDNA) y de la subunidad pequeña mitocondrial ribosomal (mtSSU-rDNA) muestran que A. gemmata pertenece a un clado dentro del género Amanita, junto con especies como A. muscaria, A. farinosa y A. roseitincta.

## Distribución y hábitat

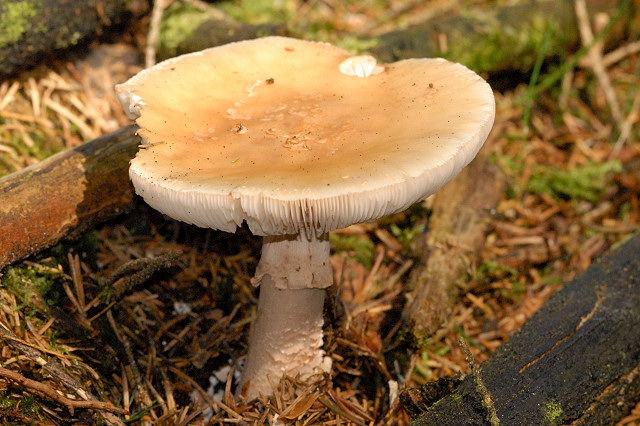
Un espécimen A. gemmata de Commanster, Bélgica.

La especie se encuentra en varias regiones de Asia y Europa. 
El hongo prefiere suelos arenosos y ligeramente ácidos, y se asocia frecuentemente con el abeto noruego (Picea abies). Crece de forma solitaria, dispersa o en grupos, en bosques de coníferas y mixtos, especialmente a lo largo de caminos y senderos.

## Ecología
A. gemmata es un hongo micorrícico, lo que significa que forma una relación mutuamente beneficiosa con las raíces de plantas huéspedes compatibles. En esta asociación, la planta proporciona carbono al hongo, mientras que el hongo suministra nutrientes y protección contra patógenos a la planta. Nieto y Carbone lo asociaron con Pinus pinaster (pino marítimo) en España.

## Toxicidad
Se sospecha que la toxicidad de A. gemmata se debe a la presencia de muscimol y ácido iboténico, sustancias que también se encuentran en otras especies de la sección Amanita, como A. muscaria y A. pantherina.
Por lo general, los síntomas de intoxicación aparecen dentro de las tres horas posteriores a la ingestión del hongo e incluyen alucinaciones visuales, náuseas, vómitos, dolor abdominal, diarrea, ritmo cardíaco irregular y lento, y agitación. En casos graves, aunque extremadamente raros, puede haber coma, convulsiones o incluso la muerte.